# الباعة المتجولون في مدينة مكسيكو

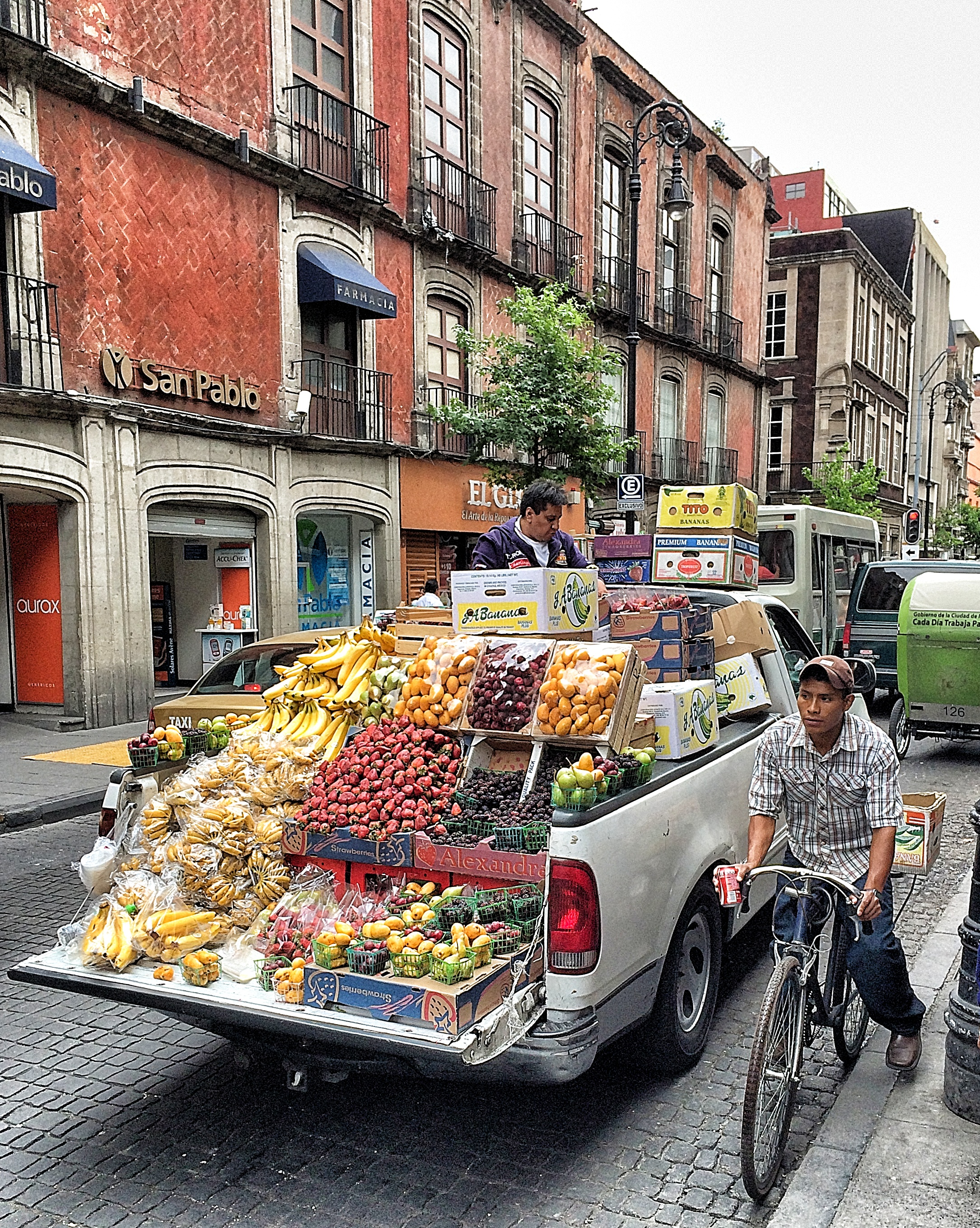
بائع متجول يعرض الفاكهة للبيع، في أحد شوارع مدينة مكسيكو

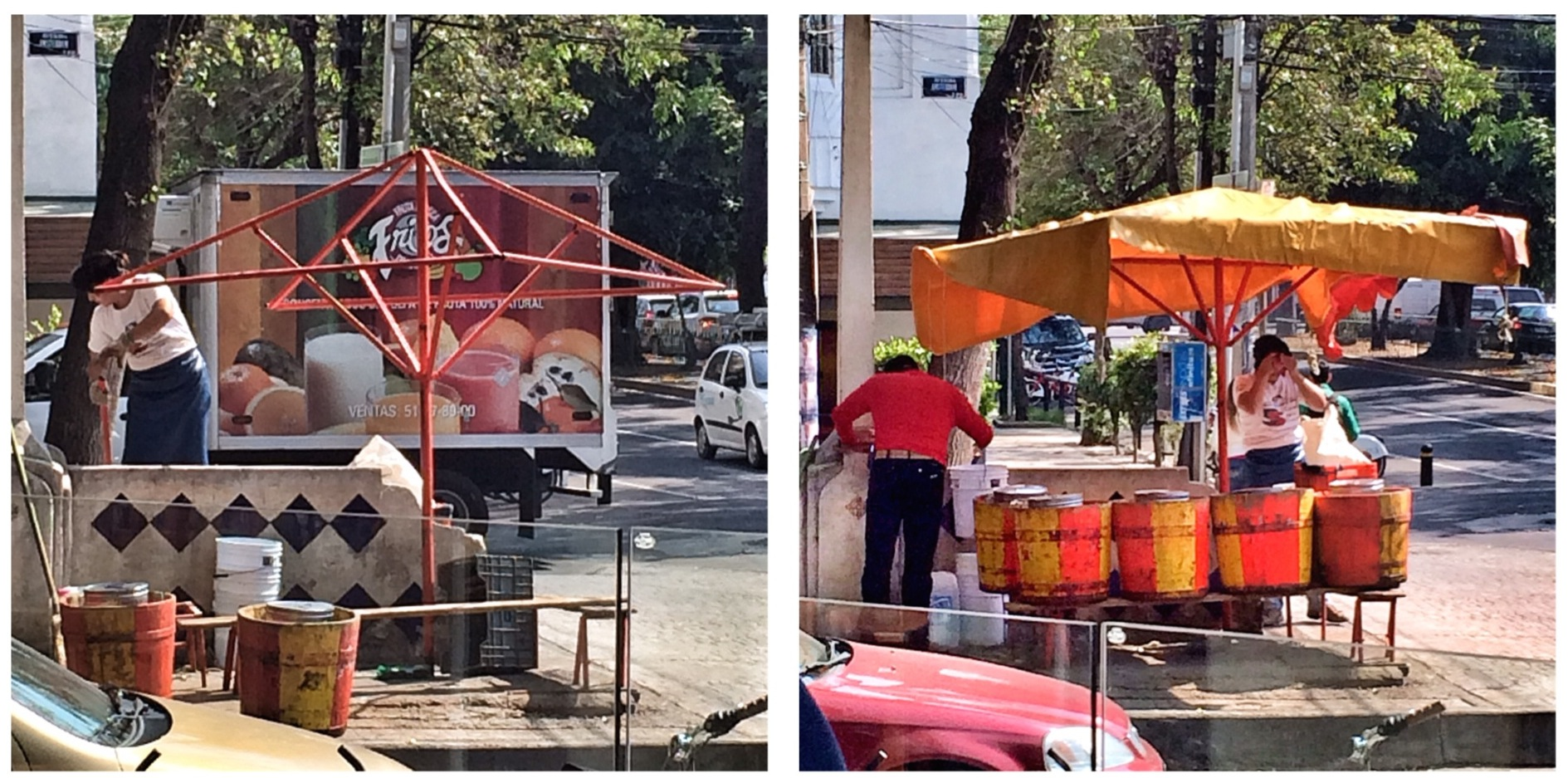
بائع آيس كريم متجول في شارع أمستردام - مكسيكو

يعود تاريخ تواجد وانتشار الباعة المتجولين في مدينة مكسيكو (بالإسبانية:Vendedores ambulantes en la ciudad de México)، إلى العصر قبل الكولومبي، وعلى الرغم من إطلاق حملات أمنية لإخلاء الشوارع والأرصفة من الباعة المتجولين في مدينة مكسيكو سنة 2007، إلا أنهم وسرعان مايعودون إليها لمزاولة مهنتهم فيها بشكل غير قانوني.وتشير إحصاءات سنة 2003،  أن عدد البائعين المتجولين في مدينة مكسيكو يصل إلى ما يقارب 199,328 بائعا متجولا.